# Chyler Leigh
Chyler Leigh, all'anagrafe Chyler Leigh Potts coniugata West (IPA: [ˈkaɪlər ˈliː ˈpɒts]; Charlotte, 10 aprile 1982), è un'attrice, cantante e modella statunitense, nota per il ruolo della dottoressa Lexie Grey in Grey's Anatomy e di Alex Danvers in Supergirl.

## Biografia
Chyler Leigh è nata a Charlotte, nella Carolina del Nord. È cresciuta con la famiglia in Virginia, fino all'età di 12 anni, quando si è trasferita con la madre ed il fratello a Miami in Florida. Inizia da giovane la carriera di modella, anche se si appassiona alla recitazione, infatti partecipa a molti spot pubblicitari e a uno spettacolo per ragazzi. Successivamente si trasferisce a Los Angeles.

### Carriera
Chyler Leigh inizia fin da giovane a recitare e debutta nel mondo del cinema a 15 anni. Nel 2000 recita in tre episodi della quinta stagione di Settimo cielo (7th Heaven). Nel 2001 ottiene il primo ruolo importante nel film Non è un'altra stupida commedia americana, dove interpreta il ruolo di Janey Briggs. Inoltre ha partecipato al video musicale di Marilyn Manson, Tainted Love. Nel 2002 partecipa a due serie-TV: Girls Club e That '80s show. Sempre nel 2002 vince il Young Hollywood Awards - Exciting New Face-Female.
Successivamente ottiene un ruolo nella serie The Practice - Professione avvocati e nel 2005 partecipa alla serie Reunion. Chyler Leigh fa la sua prima comparsa nella serie della ABC Grey's Anatomy, nel ruolo di una ragazza nel bar di Joe interessata al dottor Derek Shepherd, e nel finale della terza stagione, è stato rivelato che lei è la dottoressa Lexie Grey, sorellastra di Meredith. Dalla quarta stagione della serie entra definitivamente parte del cast principale. La Leigh compare anche nell'episodio 5x15 di Private Practice sempre nel ruolo di Lexie Grey.
Nel 2014 diventa la protagonista della serie televisiva Taxi Brooklyn, interpretando il ruolo di Cat Sullivan. Chyler Leigh fa anche musica con il marito Nathan West (East of Eli), sotto il nome "WestLeigh". Loro si esibiscono sia in cover che in brani originali. Nel 2015 per il loro 13º anniversario hanno fatto il brano Love Lit The Sky. Per il giorno di San Valentino del 2017 hanno pubblicato il singolo Nowhere; inoltre Chyler Leigh prende parte ai tour.
Dal 2015 entra a far parte del cast della serie TV Supergirl nel ruolo principale di Alexandra "Alex" Danvers.

### Vita privata
Il 20 luglio 2002 Chyler Leigh ha sposato il collega Nathan West, con cui aveva lavorato nella serie TV Settimo cielo. La Leigh e West hanno tre figli, un maschio e due femmine: Noah Wilde (nato nel dicembre 2003), Taelyn Leigh (nata nel settembre 2006) ed Anniston Kae (nata il 7 maggio 2009). È inoltre la sorella dell'attore Christopher Khayman Lee, famoso per aver interpretato il ruolo di Andros nella serie Power Rangers in Space.
Chyler Leigh è la migliore amica di Melissa Benoist che i figli di Chyler Leigh chiamano "zia Melissa".
Nel giugno 2020 ha dichiarato la propria appartenenza alla comunità LGBT,  senza però specificare la propria sessualità.

## Filmografia

### Cinema
- Kickboxing Academy, regia di Richard Gabai (1997)
- Non è un'altra stupida commedia americana (Not Another Teen Movie), regia di Joel Gallen (2001)
- Brake, regia di Gabe Torres (2012)

### Televisione
- Hall Pass - serie TV, episodi sconosciuti (1996)
- Kinetic City Super Crew - serie TV, episodi sconosciuti (1997)
- Saving Graces - serie TV, episodi sconosciuti (1999)
- Safe Harbor - serie TV, 10 episodi (1999)
- Wilder Days - serie TV, episodi sconosciuti (2000)
- M.Y.O.B. - serie TV, episodio 1x01 (2000)
- Settimo cielo (7th Heaven) - serie TV, episodi 5x03-5x04-5x05 (2000)
- That '80s Show - serie TV, 13 episodi (2002)
- Girls Club - serie TV, 9 episodi (2002)
- The Practice - Professione avvocati (The Practice) - serie TV, 8 episodi (2003)
- North Shore - serie TV, episodio 1x05 (2004)
- Rocky Point (2005) - Cassie
- Reunion - serie TV, 13 episodi (2005-2006)
- Grey's Anatomy - serie TV, 114 episodi (2007-2012, 2021) - Lexie Grey
- Private Practice - serie TV, episodio 5x15 (2012) - Lexie Grey
- The 19th Wife, regia di Rod Holcomb - film TV (2010)
- Window Wonderland - film TV (2013) - Sloan Van Doren
- Taxi Brooklyn - serie TV, 12 episodi (2014) - Caitlyn "Cat" Sullivan
- Supergirl – serie TV, 126 episodi (2015-2021) - Alex Danvers
- Arrow – serie TV, 1 episodio (2017) - Alex Danvers
- The Flash – serie TV, 1 episodio (2017) - Alex Danvers
- Legends of Tomorrow – serie TV, 2 episodi (2017, 2020) - Alex Danvers
- The Way Home – serie TV, 30 episodi (dal 2023)

## Video musicali
- 2001 - Tainted Love di Marilyn Manson

## Colonne sonore
| Anno | Canzoni             | Note |
| ---- | ------------------- | --- |
| 2008 | Like a Virgin       | - Serie televisiva: Grey's Anatomy - stagione 4, episodio 14 - The Becoming                                                              |
| 2011 | Breathe (2 AM)      | - Serie televisiva: Grey's Anatomy - stagione 7, episodio 18 - Song Beneath the Song - Soundtrack album: Grey's Anatomy: The Music Event |
| 2011 | Wait                | - Serie televisiva: Grey's Anatomy - stagione 7, episodio 18 - Song Beneath the Song - Soundtrack album: Grey's Anatomy: The Music Event |
| 2011 | Running on Sunshine | - Serie televisiva: Grey's Anatomy - stagione 7, episodio 18 - Song Beneath the Song - Soundtrack album: Grey's Anatomy: The Music Event |
| 2011 | Grace               | - Serie televisiva: Grey's Anatomy - stagione 7, episodio 18 - Song Beneath the Song - Soundtrack album: Grey's Anatomy: The Music Event |
| 2011 | How to Save a Life  | - Serie televisiva: Grey's Anatomy - stagione 7, episodio 18 - Song Beneath the Song - Soundtrack album: Grey's Anatomy: The Music Event |

## Musica
| Anno | Canzoni          | Note                          |
| ---- | ---------------- | ----------------------------- |
| 2015 | Love Lit The Sky | Con Nathan West (East of Eli) |
| 2017 | Nowhere          | Con Nathan West (East of Eli) |

## Produttrice
| Anno | Titolo | Note           |
| ---- | ------ | -------------- |
| 2012 | Brake  | Co-produttrice |

## Premi
| Anno | Premio                 | Categoria                |
| ---- | ---------------------- | ------------------------ |
| 2002 | Young Hollywood Awards | Exciting New Face-Female |

## Doppiatrici italiane
Nelle versioni in italiano delle opere in cui ha recitato, Cheryl Leigh è stata doppiata da:
- Stella Musy in Settimo cielo, Supergirl, Arrow, The Flash, Legends of Tomorrow
- Laura Latini in Grey's Anatomy (st. 3-8), Private Practice
- Ilaria Stagni in Taxi Brooklyn
- Eleonora De Angelis in Non è un'altra stupida commedia americana
- Valentina Perrella in Grey's Anatomy (st. 17)